# 島浩二
島 浩二（しま こうじ、1947年 - ）は、日本の社会学者。
京都生まれ。信州大学人文学部経済学科卒業、京都大学大学院経済学研究科博士課程満期退学、阪南大学商学部助教授・教授、1995年流通学部教授、2013年同僚の下地真樹逮捕を大学側が前もって知っていたということで抗議の辞職。
妻は児童文学研究者・甲南女子大学名誉教授の島式子。

## 著書
- 『住宅組合の史的研究 イギリスにおける持家イデオロギーの源流』法津文化社 阪南大学叢書 1998
- 『伝染病の社会史』三恵社 2007
- 『健康の社会史』晃学出版 2009

### 翻訳
- M.J.ドーントン編著『公営住宅の実験』深沢和子共訳 ドメス出版 阪南大学翻訳叢書 1988
- ジェフリー・クロシック編著『イギリス下層中産階級の社会史』訳者代表 法律文化社 1990
- マージョリー・ウォレス『沈黙の闘い もの言わぬ双子の少女の物語』島式子共訳 大和書房 1990

## 注
1. ↑  『健康の社会史』著者紹介
2. ↑  個人ブログ